# Elezioni presidenziali negli Stati Uniti d'America del 1804
Le elezioni presidenziali del 1804 furono le quinte dall'indipendenza degli Stati Uniti, si tennero da venerdì 2 novembre a mercoledì 5 dicembre 1804. Le elezioni videro opporsi il presidente uscente, il democratico-repubblicano Thomas Jefferson, contro il federalista Charles Cotesworth Pinckney della Carolina del Sud, eroe della guerra d'indipendenza americana ed ex ambasciatore in Francia. Jefferson batté facilmente Pinckney e venne riconfermato alla guida del paese con George Clinton vicepresidente.
Furono le prime presidenziali nella storia statunitense ad essere svolte secondo la nuova procedura stabilita dal XII Emendamento, ratificato nello stesso anno 1804.

## Procedura elettorale
Secondo le prescrizioni del XII Emendamento della Costituzione degli Stati Uniti d'America, la procedura si svolge tramite elezione da parte dei vari Stati federati degli Stati Uniti d'America dei cosiddetti "Grandi Elettori", che a loro volta, in base al loro indirizzo politico, voteranno un ticket presidenziale (composto dai candidati alla presidenza e alla vicepresidenza). Prima di questo tipo di elezioni indirette avviene anche un voto popolare diretto che esprime la preferenza generale. È eletto ufficialmente il ticket che ottiene la maggioranza assoluta dei voti del collegio dei grandi Elettori.
Solitamente i due candidati principali sono nominati dai caucus (assemblee) dei partiti più importanti (nel 1804, il Partito Federalista e il Partito Democratico-Repubblicano).

## Sfondo
In quel periodo l'amministrazione in carica, la Presidenza di Thomas Jefferson, democratico-repubblicana, raccoglieva molti consensi in tutti gli Stati Uniti, compreso il New England, storica roccaforte del Partito Federalista.
Questo soprattutto per via del boom economico conosciuto dal paese in quel periodo, nato a causa della neutralità statunitense nelle Guerre napoleoniche, che in quel periodo insanguinavano e impoverivano l'Europa. Inoltre i nuovi acquisti territoriali (Acquisto della Louisiana, 1803) furono appoggiati da gran parte dell'elettorato.

## Candidature

### Ticket ufficiale del Partito Democratico-Repubblicano
| Ticket del Partito Democratico-Repubblicano, 1804 |                                                              |
| Thomas Jefferson                                  | George Clinton                                               |
| per Presidente                                    | per Vicepresidente                                           |
|                                                   |                                                              |
| Terzo Presidente degli Stati Uniti (1801–1809)    | Primo e terzo Governatore di New York (1777–1795, 1801–1804) |

Il caucus del Partito Democratico-Repubblicano si tenne nel febbraio 1804, composto da 108 politici e presieduto dal senatore Stephen R. Bradley. Thomas Jefferson fu rinominato per acclamazione, mentre il vicepresidente Aaron Burr non venne riconfermato a causa del suo coinvolgimento nello scandalo del Duello Burr-Hamilton. Il caucus decise di conferire la nomina alla vicepresidenza al governatore George Clinton, i cui principali avversari erano il senatore John Breckinridge, il direttore generale delle poste Gideon Granger, l'ex senatore John Langdon, il procuratore generale Levi Lincoln Sr. e l'ex senatore William Maclay.

### Ticket ufficiale del Partito Federalista
| Ticket del Partito Federalista, 1804                   |                                                              |
| Charles C. Pinckney                                    | Rufus King                                                   |
| per Presidente                                         | per Vicepresidente                                           |
|                                                        |                                                              |
| Sesto Ambasciatore statunitense in Francia (1796–1797) | Terzo Ambasciatore statunitense in Gran Bretagna (1796–1803) |

I federalisti non tennero un caucus di nomina, ma i leader federalisti del Congresso degli Stati Uniti concordarono informalmente di nominare un ticket composto da Charles Cotesworth Pinckney della Carolina del Sud e dall'ex senatore Rufus King di New York.

## Risultati
La vittoria di Jefferson fu schiacciante e vinse anche quattro dei cinque stati del New England. Pinckney vinse solo due stati, Connecticut e Delaware. Questa è stata la prima elezione in cui i democratici-repubblicani hanno vinto in Maryland, Massachusetts, New Hampshire e Rhode Island.

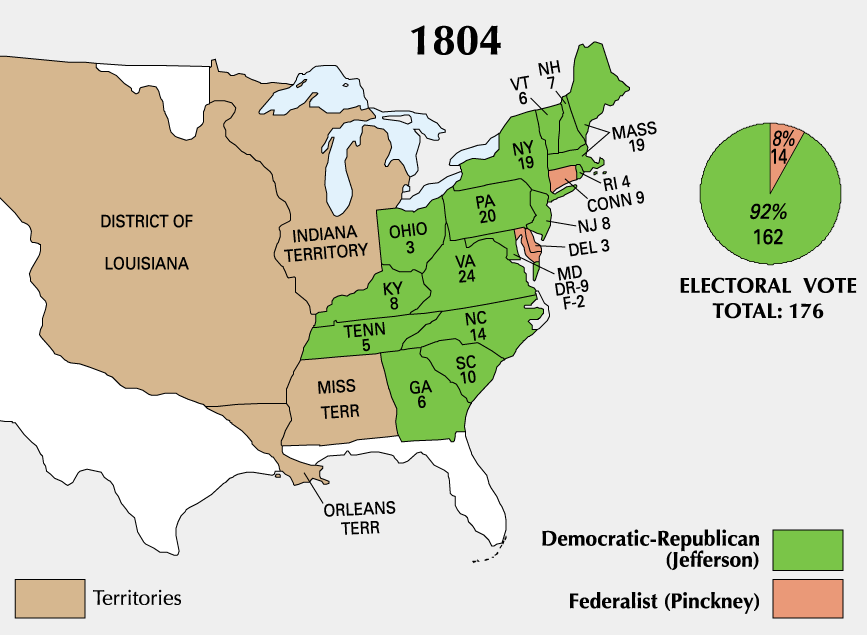

Thomas Jefferson e George Clinton ottennero sia la maggioranza dei Grandi Elettori (162 su 176), sia quella del voto popolare (72,8%, ossia 104.110 voti).

Charles Cotesworth Pinckney e Rufus King furono nettamente sconfitti sia tra i Grandi Elettori (14 su 176), sia nel voto popolare (27,2%, ossia 38.919 voti).